# Neuzeit S
Neuzeit S is een schreefloos lettertype ontworpen door C.W. Pischiner in 1928 voor de Duitse lettergieterij D. Stempel AG.
Het lettertype heeft karakteristieken van zowel geometrische als neo-groteske schreefloze geclassificeerden.
Neuzeit S is kenmerkend voor het contrast tussen de brede ronde karakters 'o' 'O' 'p' 'q' 'Q' en de meer compacte karakters 'h' 'n' 'u' 't'.
In 1959 werden zwaartes toegevoegd aan de lettertypefamilie van Linotype.
Een vergelijkbaar lettertype DIN Neuzeit is ronder van vorm maar zuiver geometrisch.